# Round Mountain (Californie)
Pour les articles homonymes, voir Round Mountain.
Round Mountain est une census-designated place du comté de Shasta, dans l'État de Californie, aux États-Unis,. En 2020, elle compte une population de 160 habitants.